# Isla Latorre (Antártida)
La isla Latorre o Landrum es la más austral de las tres islas Bugge en la parte sur de bahía Margarita, costa Fallières al occidente de la península Antártica. Fue bautizada como isla Latorre por la Primera Expedición Antártica Chilena, 1947 (Chile. DNH chart LIII, 1947), en honor a un héroe chileno de la guerra del Pacífico. Posteriormente el Advisory Committee on Antarctic Names (US-ACAN) (Estados Unidos) le dio el nombre Landrum Island en honor a Betty J. Landrum, bióloga, Smithsonian Oceanographic Sorting Center, 1965–89, directora, 1973-78. Esta última denominación fue adoptada también por el Reino Unido.

## Reclamaciones territoriales
Argentina incluye a la isla en el departamento Antártida Argentina dentro de la provincia de Tierra del Fuego, Antártida e Islas del Atlántico Sur; para Chile forma parte de la comuna Antártica de la provincia Antártica Chilena dentro de la Región de Magallanes y de la Antártica Chilena; y para el Reino Unido integra el Territorio Antártico Británico. Las tres reclamaciones están sujetas a las disposiciones del Tratado Antártico.
Nomenclatura de los países reclamantes:
- Argentina: ?
- Chile: isla Latorre
- Reino Unido: Landrum Island